# Ojō Okichi
Pour plus de détails, voir Fiche technique et Distribution.
Ojō Okichi (お嬢お吉) est un film japonais de Tatsunosuke Takashima sorti en 1935 dans lequel Kenji Mizoguchi est crédité comme « superviseur » au générique.

## Synopsis
Dans une arnaque au mariage bien rodée, deux gredins, Senta et Shōhei, utilisent Okichi pour soutirer de l'argent à des familles aisées. Okichi est présentée à un fils de riche marchand comme une fille de samouraï, subjugué par sa beauté, celui-ci s'empresse de la demander en mariage, mais lors de la cérémonie, c'est une autre femme qu'il découvre quand la mariée soulève son voile.

## Fiche technique
- Titre : Ojō Okichi
- Titre original : お嬢お吉
- Réalisation : Tatsunosuke Takashima
- Supervision : Kenji Mizoguchi
- Scénario : Matsutarō Kawaguchi
- Photographie : Kichishirō Uchisumi
- Musique : Randō Fukuda (ja)
- Société de production : Daiichi Eiga
- Société de distribution : Shōchiku
- Pays de production :  Empire du Japon
- Langue originale : japonais
- Format : noir et blanc - 1,37:1 - 35 mm - son mono
- Genre : drame
- Durée : 64 minutes
- Dates de sortie :
  - Empire du Japon : 29 août 1935[1]

## Distribution

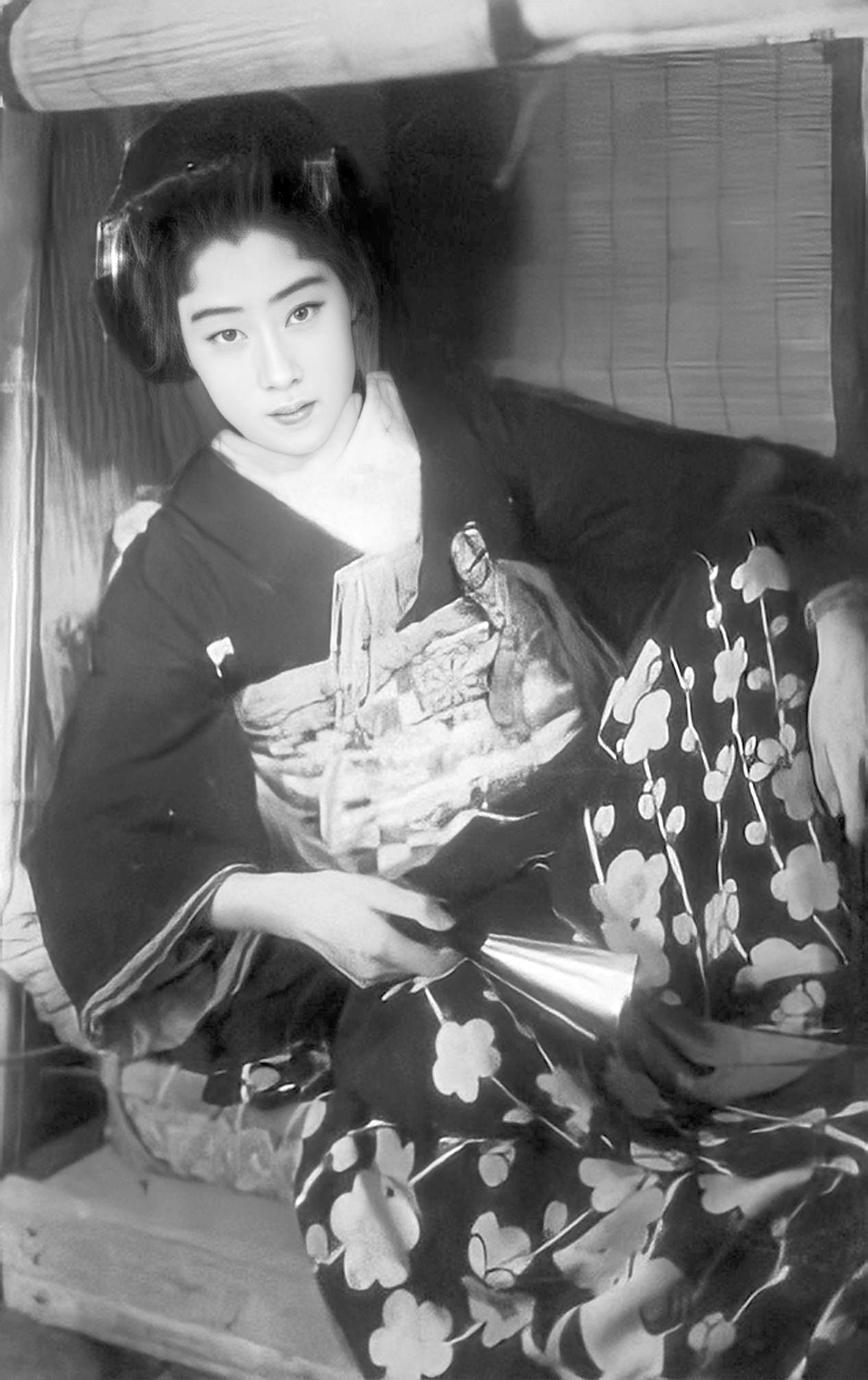
Scène du film avec Isuzu Yamada.

- Isuzu Yamada : Okichi
- Toshio Hayashi (ja) : Hanjirō
- Yōko Umemura : Okane
- Komako Hara : Otsune
- Shinpachirō Asaka (ja) : Yakichi
- Arata Shibata (ja) : Nisaburō, le frère d'Okichi
- Kasuke Koizumi : Senta
- Ryūnosuke Kumoi (ja) : Shōhei

## Autour du film
Ojō Okichi est le seul film réalisé par Tatsunosuke Takashima, qui était alors chargé des scénarios des œuvres de Kenji Mizoguchi à la Daiichi Eiga. Mizoguchi est crédité comme « superviseur » au générique, ce qui pose la question de savoir quelle est l'étendue de sa contribution au film. Pour David Bordwell, il y a « quelques scènes typiquement mizoguchiennes qui s'attardent sur la mélancolie du clair-obscur ».